# Chlidanotinae
Chlidanotinae (лат.) — подсемейство чешуекрылых из семейства листовёрток.

## Описание
Передние крылья на торнальном углу с продольным, окаймлённым жёлтым ореолом черноватым пятном, внутри которого расположено от 8 до 10 серебристых блёсток. У самца между длинным усиком и социями есть дополнительная пара сильно склеротизированных придатков с загнутыми и заострёнными дистальными концами, которые называются хами. У самки копулятивная сумка с мешковиднм придатком, а первая звёздочная сигна с длинными остроконечными лучами.